# باري كولين
باري كولين هو لاعب هوكي الجليد كندي، ولد في 16 يونيو 1935 في أوتاوا في كندا.

## وصلات خارجية
- باري كولين على موقع دوري الهوكي الوطني (الإنجليزية)
- باري كولين على موقع قاعة مشاهير الهوكي (لاعب أن.إتش.أل) (الإنجليزية)
- باري كولين على موقع EliteProspects.com (الإنجليزية)
- باري كولين على موقع HockeyDB.com (الإنجليزية)
- باري كولين على موقع Hockey-Reference.com (الإنجليزية)